# جونگا
جونگا (Jonga) خودرویی است که در سال‌های ۱۹۶۵ تا ۱۹۹۹تولید شده‌است.
این خودرو در کلاس اس‌یووی قرار گرفته، است.
موتور آن ۳۹۵۶ سی‌سی است.